# كأس إيطاليا 1939–40
كأس إيطاليا 1939–40 (بالإيطالية: Coppa Italia 1939-1940)‏ هو الموسم 7 من كأس إيطاليا. أقيم خلال الفترة 3 سبتمبر 1939 وحتى 16 يونيو 1940، وأشرف على تنظيمه Lega Nazionale Professionisti ‏، وكان عدد الأندية المشاركة فيه 156، وفاز فيه نادي فيورنتينا.